# Fanny Brennan
Fanny Myers Brennan (Parigi, 1921 – New York, 22 luglio 2001) è stata una pittrice francese naturalizzata statunitense
di matrice surrealista.

## Biografia
I genitori Richard e Alice Lee Myers si erano trasferiti in Francia dagli Stati Uniti d'America, inseriti e stimati nella comunità artistica parigina in cui Fanny entrò a far parte fin dalla tenera età.
Studiò sia negli Stati Uniti che in Europa e si iscrisse presso un'Accademia di belle arti francese nel 1938. Allo scoppio della seconda guerra mondiale emigrò a New York, dove nel 1941 espose due volte presso la galleria Wakefield Bookshop, diretta da Betty Parsons. Lavorò anche per il Harper's Bazaar e il Metropolitan Museum of Art.
Nel 1944 l'OWI (Office of War Information) la reclutò per lavorare in Europa.
Divenuta madre, per quasi vent'anni dopo la nascita dei suoi figli Fanny smise di dipingere, per ricominciare soltanto negli anni Settanta. Dal 1973 iniziò ad allestire mostre personali, esponendo presso le gallerie Parsons e Coe Kerr.
Nel 1990 pubblicò un volume sulla propria opera, edito da Potter e intitolato Skyshades: Sixty Small paintings, con l'introduzione di Calvin Tomkins.
Alberto Giacometti disegnò il suo ritratto.

## L'arte di Fanny Brennan
I suoi dipinti sono in genere di piccolo formato, miniature che spesso pongono insieme oggetti d'utilizzo quotidiano, come i bottoni, con i paesaggi.
Secondo la critica d'arte Celia McGee si tratta di minuscole tele di realismo magico, di paesaggi ritratti letteralmente "in un guscio di noce", in cui "uno spolverino di piume è portato al monte Fuji, un nastro si srotola divenendo una strada, e unità di misura e gravità vengono ribaltate".